# Frankfurtský parlament
Frankfurtský sněm nebo Frankfurtský parlament byl první sněm demokraticky volených zástupců z členských států Německého spolku, který zasedal od 18. května 1848 do 31. května 1849 v Paulskirche ve Frankfurtu nad Mohanem. Přes 800 poslanců, většinou akademiků, vysokých úředníků a právníků, přijalo návrh poměrně liberální Frankfurtské ústavy, která zřizovala Německé císařství jako konstituční monarchii s dědičným císařem a voleným parlamentem. Rakousko nemělo být jeho součástí (Maloněmecká koncepce), takže role hegemona připadla Prusku. Když pruský král Fridrich Vilém IV. nabízenou korunu odmítl, záměr ztroskotal, návrh ústavy byl ale důležitým krokem na cestě německého sjednocení a ovlivnil i pozdější německé ústavy. Čeští zástupci byli k účasti pozváni, z podnětu Františka Palackého však účast odmítli. Sněmu se nicméně zúčastnilo přes 40 německých poslanců z českých zemí.

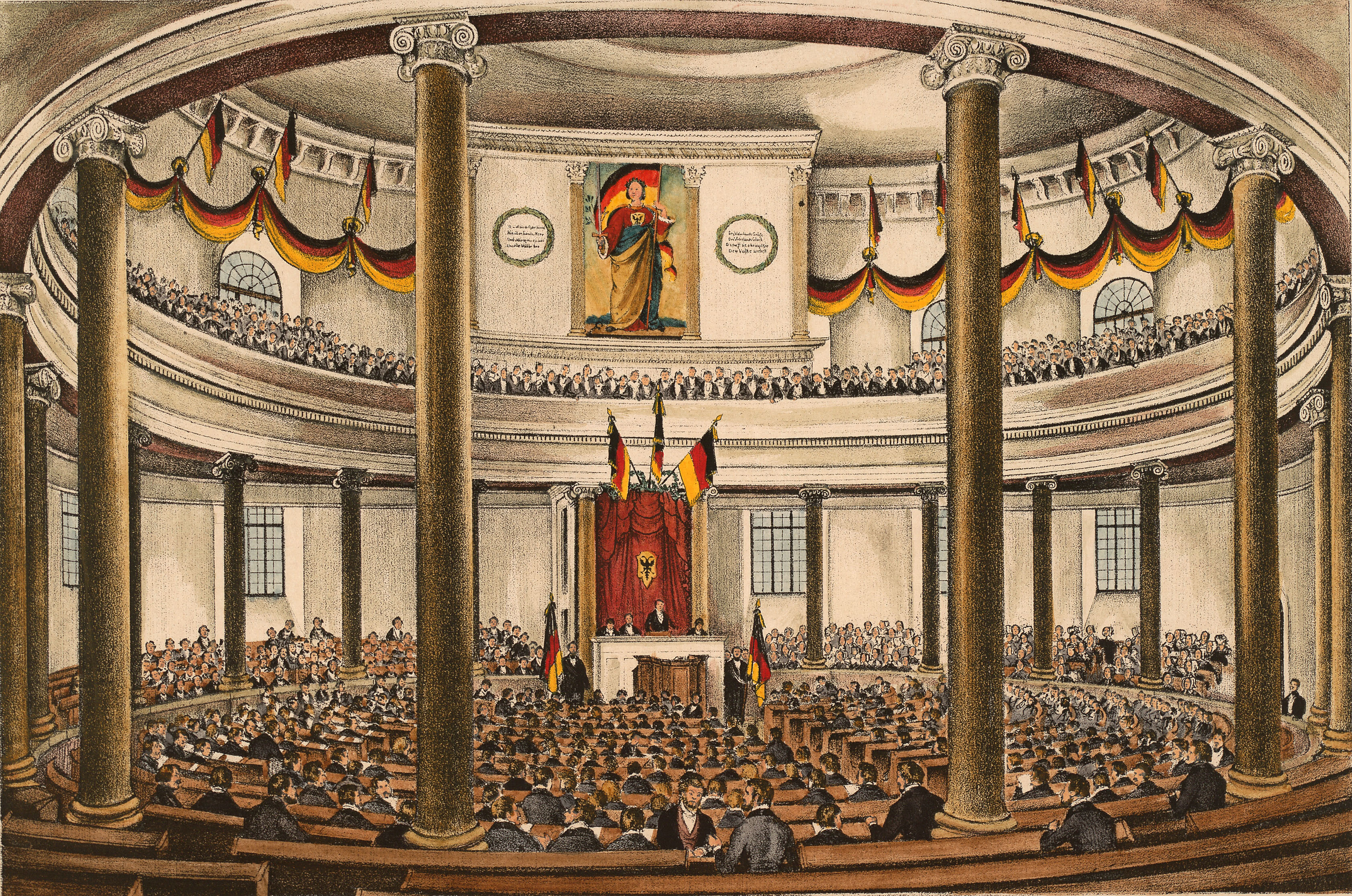
Zasedání Frankfurtského sněmu (dobová litografie)

## Přípravy
Roku 1806 se císař František II. na nátlak Napoleonův vzdal říšské koruny a Svatá říše římská tak zanikla. Porýnské státy vytvořily Rýnský spolek, z něhož po porážce Francie roku 1815 vznikl Německý spolek 35 států a 4 svobodných měst. Největší váhu v něm mělo Rakouské císařství a Pruské království. Spolek se stal nástrojem metternichovské reakce a politického útlaku, takže zejména vzdělané městské vrstvy usilovaly o větší svobodu, jakou jim nabídlo napoleonské zákonodárství. Zároveň sílilo německé národní hnutí, které chtělo jednotný stát.
Úspěch Únorové revoluce ve Francii vyvolal v březnu 1848 velké hnutí v německých státech, panovníci povolali liberálnější vlády a ve Frankfurtu se 31. března sešel přípravný parlament, většinou z opozičních politiků. Během několika dnů se rozhodl ve spolupráci se sněmem Německého spolku vypsat volby do ústavodárného parlamentu a připravovat celoněmeckou ústavu. Volby se konaly podle jednotlivých zemí, někde jako přímé, většinou jako nepřímé s volenými sbory volitelů (tak i v Rakousku). Volební právo bylo různě omezené, nicméně asi 85% mužské populace se mohlo voleb zúčastnit. V 649 volebních obvodech bylo zvoleno jen asi 585 poslanců, protože řada neněmeckých obvodů volby bojkotovala.

## Složení sněmu
S různými doplněními bylo nakonec zvoleno 809 poslanců, z velké většiny městských vzdělanců: téměř všichni měli maturitu, asi 75 % univerzitní vzdělání, nejčastěji právnické. Převažovali vysocí státní úředníci, soudci a akademici. Jen 149 poslanců reprezentovalo podnikatele a svobodná povolání a jen hrstka řemeslníky a sedláky. Proto se parlamentu posměšně přezdívalo „profesorský parlament“. Jejich názory byly většinou liberální a zároveň vlastenecké až nacionalistické. Příklonem k maloněmecké koncepci bez Rakouska se jednoznačně posílilo postavení Pruska, kdežto Rakousko bylo z dalšího rozhodování vyloučeno. F. Palacký se rozhodl pozvání odmítnout známým "Listem do Frankfurtu", protože se obával, že by tím oslabil vyjednávací pozici v Rakousku. Naději pro Čechy viděl ve federalizaci Rakouska a všeněmecké hnutí sledoval spíš s obavami.

## Průběh a konec
18. května 1848 se v Pauluskirche sešlo asi 330 poslanců, kteří zvolili předsedou známého liberála Heinricha von Gagern. Ten ve své zahajovací řeči vytyčil jako hlavní úkoly vytvoření ústavy pro Německo a německé sjednocení. V celkem 230 zasedáních, s 26 výbory a pěti komisemi poslanci připravili návrh tzv. Frankfurtské ústavy. Jednání, zprvu chaotické, brzy vytvořilo různé frakce či kluby, které se scházely a diskutovaly odděleně v různých lokálech, podle nichž se pak také nazývaly. Hlavní frakce byly tři:
1. demokratická levice (Deutscher Hof)
2. nejpočetnější liberální střed, rozdělený na pravé (Casino) a levé křídlo (Würtemberger Hof)
3. konservativní pravice, zejména protestantská.

Parlamentu chyběla hlava státu i vláda a volby nesvolal Německý spolek, takže mu chyběla legitimita. Proto jej hlavní evropské mocnosti, zejména Francie a Rusko neuznaly. Levice chtěla revoluční ustavení moci, velká většina však odhlasovala kompromisní řešení: „Říšským zákonem“ z 28. června 1848 vznikla provizorní ústřední moc pro Německo. Místo hlavy státu byl zvolen „říšský správce“ (Reichsveweser), arcivévoda Jan Habsbursko-Lotrinský, ministerský předseda a vláda.
Parlament musel kromě toho řešit řadu krizí. Pruská armáda z pověření Německého spolku obsadila Šlesvicko-Holštýnsko, ale na nátlak evropských mocností musela 26. srpna 1848 uzavřít příměří. To parlament zprvu odmítl, protože chtěl Šlesvicko-Holštýnsko připojit k Říši, a přijal je až po dlouhých jednáních 16. září. To vyvolalo novou vlnu bouří a násilností, které musela rozhánět pruská a rakouská armáda. Dva liberální poslanci byli zavražděni. Když při říjnovém povstání ve Vídni musela vláda z města uprchnout, chtěl parlament mezi oběma stranami vyjednávat. Rakouská vláda však povstání potlačila a dala popravit levicového poslance Roberta Bluma. Tím se projevila bezmoc Frankfurtského parlamentu.
Největším problémem byl územní rozsah budoucího Německa, otázka neněmeckých oblastí Pruska a hlavně Rakouska. Parlament sice odhlasoval, že Čechy a Morava jsou částí Německé říše, ale velkoněmecká koncepce, kterou zastávala hlavně levice, nakonec prošla jen s vyloučením Uherska. Císař František I. však rezolutně odmítl rozdělení Rakouska a ministerský předseda Felix Schwarzenberg prosazoval začlenění celého Rakouska, sněm přesto v prosinci 1848 přešel k maloněmecké koncepci bez rakouské účasti. Navrhovaná ústava však s pozdějším přístupem Rakouska počítala.
27. prosince 1848 vydal parlament zákon o základních právech německého národa, který rušil všechna stavovská privilegia, vyhlásil ochranu osoby, svobodu svědomí, shromažďování, tisku a podnikání, soudcovskou nezávislost a zrušil trest smrti. 28. března 1849 schválil parlament velmi těsnou většinou celou ústavu s dědičnou hlavou státu, totiž pruským králem. Dolní komora budoucího parlamentu měla být volena přímo, horní delegována členskými státy. Ačkoli poslanci věděli, že Fridrich Vilém IV. se na činnost parlamentu dívá s podezřením, pruská vláda s tímto řešením souhlasila. Když však 3. dubna 1849 velká parlamentní delegace králi korunu nabídla, Fridrich Vilém ji odmítl. Odvolával se na práva panovníků jednotlivých států, ve skutečnosti se však nechtěl vzdát principu vlády „z Boží milosti“ a stát se závislým na parlamentu. Tak byl potom Vilém I. skutečně provolán německým císařem v roce 1871.
5. dubna 1849 opustili Frankfurt rakouští poslanci a 18. května složili mandáty také pruští zástupci. Zbylých 154 poslanců, „parlamentní torzo“ (Rumpfparlament) se dále snažilo prosazovat Frankfurtskou ústavu, což vedlo k řadě konfliktů a místních revolucí, museli se však přestěhovat z Frankfurtu do Stuttgartu a 18. června 1849 posledních 99 poslanců vojsko bez krveprolití rozehnalo.

## Postoj Čechů
František Palacký odmítl pozvání, aby se stal členem přípravného výboru všeněmeckého sněmu. Svůj postoj vyložil v otevřeném dopise z 11. dubna 1848 O poměru Čech a Rakouska k říši německé a Psaní do Frankfurtu, známeho jako Psaní do Frankfurtu. Toto odmítnutí zapojení českého národa do sjednoceného Německa položilo základ českého austroslavismu.
Karel Havlíček Borovský, který Palackého dopis zveřejnil v Národních novinách, reagoval epigramem Šuselka nám píše (míněn je Franz Schuselka).